# Paul Cameron
Paul Drummond Cameron (* 9. listopadu 1939) je americký psycholog a sexuální výzkumník. Během působení v různých institucích včetně University of Nebraska prováděl výzkum na pasivní kouření a několik dalších témat, ale dnes je nejznámější kvůli svým tvrzením o homosexualitě. Po úspěšné kampani proti návrhu práv homosexuálů v roce 1982 v Lincolnu, hlavním městě Nebrasky založil Institut pro vědecké zkoumání sexuality, nyní známý jako Family Research Institute (FRI). Jako jeho předseda spojuje homosexualitu s pohlavním zneužíváním dětí a zkrácením průměrné délky života.

## Životopis
Paul Cameron se narodil 9. listopadu 1939 v Pittsburghu, Pensylvánii v USA. Krátce poté se jeho rodina odstěhovala na Floridu. V roce 1961 obdržel titul BA. na Los Angeles Pacific College, v roce 1962 získal titul MA. na California State University v Los Angeles a v roce 1966 titul Ph.D. na University of Colorado at Boulder. Zastával pozici odborného asistenta psychologie na Stout State University (1966–1967) a Wayne State University (1967–1968), poté se stal docentem na University of Louisville (1970–1973) a na Fullerově fakultě pro postgraduální studium psychologie (součást Fuller Theological Seminary). V roce 1979 se stal docentem v oboru Manželství a rodina na University of Nebraska.
Během tohoto období prováděl Cameron výzkum na různá témata včetně vlivu pasivního kouření a vlivu vlastnictví domácích zvířat na štěstí. Ve své knize Sexual Gradualism prosazuje střední cestu mezi liberálními a konzervativně křesťanskými postoji k sexualitě, tvrdí tam též, že mládež by se měla vyhnout pohlavnímu styku, když experimentuje s nižšími „úrovněmi“ sexuální intimity.
V roce 1980 opustil Cameron University of Nebraska a ujal se soukromé psychologické praxe jako v Lincolnu v Nebrasce. Když v roce 1982 rada města Lincoln požádala obyvatele, aby hlasovali o návrhu zákazu diskriminace na základě sexuální orientace, vedl Cameron opozici jako předseda Výboru pro odmítnutí zvláštních práv pro homosexuály. I přes svůj dřívější mírný postoj ohledně vztahů dospívajících zastával Cameron vůči tématu homosexuality tvrdý postoj. Zdůrazňoval, že homosexuální chování může působit škodu. Tvrdil, že tento jeho postoj ovlivnila jeho práce zabývající se „smrtícím“ chováním kuřáků.
Během kampaně v Lincolnu přednesl Cameron projev v Luteránské kapli University of Nebraska. Vzbudil tam pozornost tím, že tvrdil, že se v místním obchodním centru stal čtyřletý chlapec obětí brutálního homosexuálního útoku. Policie incident nepotvrdila a Cameron přiznal, že to slyšel pouze jako neověřenou zprávu. 11. května 1982 čtyři z pěti voličů v Lincolnu navrhované opatření odmítli.
V roce 1983 Americká organizace psychologů tvrdila, že vyloučila Camerona pro nespolupráci při etickém vyšetřování. Cameron uvádí, že z této organizace vystoupil pro dlouhodobé spory s ní již předcházející rok. Americká organizace sociologů a Kanadská psychologická organizace obvinily Camerona z dezinterpretování výzkumu sociálních věd.

### Family Research Institute
V roce 1982 v Lincolnu se Dr. Cameron podílel na založení Institutu pro vědecký výzkum sexuality (ISIS, Institute for the Scientific Investigation of Sexuality). Domníval se, že dřívější průzkumy ohledně sexu přecenili rozšíření homosexuality, a proto v roce 1983 zorganizoval to co sám nazval „čistý průzkum sexuality nezávislý na dobrovolnících“. Jeden z deníků oznámil jeho očekávání, že výsledky podpoří jeho případ a povedou k zákazu homosexuálního jednání v celých Spojených státech. Podle Camerona byl průzkum financován podnikateli včetně několika jednatelů firem. V Průzkumu ISIS z roku 1983 bylo rozdáno 9129 odpovědních dotazníků dospělým respondentům v pěti amerických městech a 4340 své odpovědi zaslalo. V roce 1984 byly tyto informace doplněny o 824 dospělých z Dallasu.
ISIS se krátce na to přejmenoval na Family Research Institute FRI a přestěhoval se do Washingtonu. V roce 1995 se FRI opět přestěhovalo a to do Colorado Springs v Coloradu, kde je dodnes. Jako předseda FRI vydal Cameron jak populární brožury, tak i vědecké články na téma homosexuality. Některé Cameronovy vědecké články vycházely z průzkumů ISIS z roku 1983 a 1984 a to včetně článku z roku 1996, který na základě odpovědí účastníků ohledně jejich učitelů dospěl k závěru, že homosexuální učitelé mohou ovlivnit své studenty tak, že se stanou homosexuální.
Ze studia nekrologů v gay časopisech došel Cameron k závěru, že homosexuálové jako skupina mají střední hodnotu věku úmrtí asi o 20 let nižší než heterosexuálové. Poté, co Cameron analyzoval oficiální data z Dánska a Norska, kde bylo umožněno stejnopohlavní manželství, oznámil, že „sezdané lesby se dožijí 56 let a sezdaní gayové 52 let“. Cameron tvrdí, že mnoho obětí sexuálního zneužívání dětí je stejného pohlaví jako ti kteří je zneužili. Jedna ze studií FRI o sexuálním zneužívání ze strany pěstouna uvádí, že 34 % pachatelů bylo stejného pohlaví, jako jejich oběti. a dochází k závěru, že „zde je nepřiměřeně silná vazba mezi obtěžováním dětí a homosexualitou“. Tento závěr je kritizován některými jednotlivci i profesními organizacemi.
Cameron byl citován časopisem Rolling Stone kde údajně prohlásil, že homosexuální sex byl mnohem příjemnější než většina heterosexuálního sexu a pokud bude homosexualita tolerována, mohla by převládnout během několika generací.
Cameronovy publikace byly citovány některými skupinami, např. Traditional Values Coalition, které stojí v opozici proti stejnopohlavnímu manželství a adopci dětí homosexuály. V roce 1985 Cemron svědčil v případu Baker v. Wade. V roce 1992 zaměstnal Camerona jako konzultanta Gale Norton, pozdější generální prokurátor v Coloradu, pro obhajobu zákona zabraňujícímu rozšíření občanských práv homosexuálů. Cameronovo svědectví nebylo použito a zákon byl zrušen Nejvyšším soudem. V roce 2000 se Cameron účastnil kampaně proti iniciativě za práva gayů v Maine. V roce 2005 svědčil ve prospěch žaloby proti adopcím dětí homosexuály (Virginia Anti-Gay Adoption Bill). V roce 2007 pak bránil žalobě v Coloradu která měla umožnit adoptovat děti párům žijícím ve společné domácnosti.

### Rodina
Paul Cameron je ženatý a má několik dětí. Jeho syn Kirk získal doktorát v oblasti statistiky na Stanfordově univerzitě a od roku 1983 spolupracuje s Family Research Institute, který spoluzaložil jeho otec.

## Kritika
Oficiální vědecké organizace většinou Cameronovým studiím věnovaly zanedbatelnou pozornost. Cameronův výzkum, veřejná prohlášení a soudní svědectví si vysloužily kritiku. Přední výzkumníci a odborné organizace považují jeho metodologii za akademicky nečestnou a zavádějící.

### Od profesních organizací
Americká organizace psychologů zahájila po obdržení stížností svých členů na jeho práce s Cameronem vyšetřování. Prezident Americké organizace psychologů poslal Cameronovi 2. prosince 1983 dopis, v němž uvedl, že výkonná rada se rozhodla Cameronovi ukončit členství kvůli tomu, že při vyšetřování nedostatečně spolupracoval. Family Research Institut namítl, že Cameron již rezignoval v listopadu 1982, a citoval korespondenci před formálním vyloučením. V dopise publikovaném v březnovém vydání roku 1983 časopisu APA Monitor Cameron uvedl, že jeho důvody pro odchod zahrnovaly jeho názor, že organizace se stává více liberální politickou radou než profesní společností. Mluvčí Americké organizace psychologů se v roce 2005 ke Cameronovi vrátil a pro list Boston Globe prohlásil: „Jsme znepokojeni Dr. Cameronem, protože si myslíme, že jeho metodologie je slabá“.
V roce 1984 Psychologická asociace v Nebrasce vydala prohlášení, v němž se distancovala od „líčení a interpretací vědecké literatury v podání Dr. Paula Camerona“. V roce 1986 Americká organizace sociologů schválila rezoluci, v níž „oficiálně a veřejně uvádí, že Paul Cameron není sociolog, a odmítá jeho trvalé překrucování sociologického výzkumu“. Ta byla založena na zprávě její komise pro Postavení homosexuálů v sociologii, která shrnula Cameronova pobuřující prohlášení a konstatovala: „Dokonce i zběžné přezkoumání Cameronových prací nevyžaduje velké analytické schopnosti pro podezření, že jeho tvrzení nemají téměř nic společného se sociální vědou a že sociální věda je užívána pouze pro zakrytí jiné agendy. Dokonce i velmi málo z jeho prací by mohlo být obhajováno jako špatné porozumění opravdovému výzkumu sociálních věd na toto téma a někteří sociologové, jako je například Alan Bell, byli 'zděšeni' ze zneužití svých prací“. V roce 1996 výkonná rada Kanadské organizace psychologů schválila vyjádření distancující se od Cameronových prací a veřejných prohlášeních o sexualitě s vysvětlením, že „trvale dezinterpretuje a překrucuje výzkum o sexualitě, homosexualitě a lesbismu“.

### Od jednotlivců
Profesor psychologie Gregory M. Herek tvrdí, že většina akademických publikací Cameronovy skupiny v posledních 15 letech pochází z dotazníkové studie provedené v letech 1983 a 1984. Hlavní dotazník byl proveden v sedmi městech USA v roce 1983. V roce 1984 byla přidána data z Dallasu. Většina dokumentů Cameronovy skupiny pochází z nahlášených dat těchto kombinovaných vzorků. Podle Hereka kritický přezkum technik vytváření vzorku, metodologie dotazování a interpretace výsledků odhaluje nejméně šest vážných chyb ve studii Cameronovy skupiny. Přítomnost dokonce byť i jedné z těchto chyb by podle Hereka byla dostatečná k vážným pochybnostem o legitimitě výsledků jakékoliv studie. Jejich kombinace dělá data prakticky bezcenná, a proto není překvapivé, že jsou prakticky ignorována vědeckou komunitou. Herek uvedl: „Cameronova skupina publikovala svůj empirický výzkum v akademických žurnálech nízké prestiže. Přinejmenším v případě Psychological Reports jde o časopis s nízkou mírou odmítání zaslaných článků a vyžadující od autorů poplatek za publikaci. Kvůli vážným metodologickým chybám v jejích dotazníkových studiích úmrtních studiích je důvodné konstatovat, že práce Cameronovy skupiny by byly prestižnějšími vědeckými žurnály odmítnuty. Kromě Cameronovy vlastní skupiny výzkumníci necitovali její empirické studie jako zdroj pro náměty na nový výzkum sexuální orientace ,ani je necitovali na podporu tvrzení o nebezpečí homosexuálů pro společnost“.
Dr. Cameron podal v roce 1985 přísežné prohlášení před americkým soudem v Dallasu v případu Baker v. Wade. Soudce Buchmeyer v rozsudku prohlásil, že Cameron tento soud uvedl v omyl. Buchmeyer konstatoval: „Cameron uvedl, že homosexuálové jsou průměrně 43krát náchylnější ke spáchání trestných činů než běžná populace, což je úplné překroucení Kinseyho dat, o něž se opíral, jak je jasné každému, kdo si zprávu přečte, protože data pocházejí z nereprezentativního vzorku provinilých homosexuálů a Dr. Cameron tuto skupinu srovnává s heterosexuály. 2) uvedl, že homosexuálové zneužívají děti v proporcionálně vyšším počtu případů než heterosexuálové, což je založené na stejně překroucených datech. Soud poznamenává, že je to v přímém rozporu s jinými důkazy přednesenými u soudu“. FRI uvedlo k tomuto tiskové prohlášení, kde tvrdí že slova Paula Camerona byly vytržena z kontextu, kde původně kritizoval svědectví protistrany, která použila Kinseyho data (a dalších) ohledně homosexuality, o něž se však Cameron neopíral, ale které kritizoval. Cameron údajně ve skutečnosti řekl: „ ... Dr. Simon nevysvětlil o které ’výzkumy’ se opírá. Publikovaná data se kterými Dr. Simon pracoval ukazují, že homosexuálové jsou 43krát náchylnější ke spáchání trestných činů než běžná populace. Kinseyho data, která Dr. Simon použil, ukazují, že větší část homosexuálů je zapojena do trestné činnosti...“. Rozsudek soudu v případu Baker v. Wade byl později zrušen vyšší instancí (26. srpna 1985) a odvolání odpůrců bylo zamítnuto, nikoliv však na základě Cameronových tvrzení.

## Dílo
- Paul Cameron. The Life Cycle: Perspectives and Commentary. Oceanside, NY: Dabor Science Publications, 1977. Dostupné online. ISBN 0895610574.
- Paul Cameron. Sexual Gradualism: A Solution to the Sexual Dilemma of Teen-agers and Young Adults. Sun Valley, CA: HumLife Publications, 1978. OCLC 5028575
- Paul Cameron. Exposing the AIDS Scandal. Lafayette, LA: Huntington House, 1988. ISBN 0910311528.
- Paul Cameron. The Gay 90s: What the Empirical Evidence Reveals about Homosexuality. Franklin, Tenn.: Adroit Press, 1993. Dostupné online. ISBN 1884067018.